# Vasilijus Matuševas
Vasilijus Matuševas (ur. 18 października 1945 w Žagarinė, zm. 1 października 1989 w Wilnie) – litewski siatkarz, reprezentant Związku Radzieckiego, złoty medalista igrzysk olimpijskich.

## Życiorys
Matuševas był w składzie reprezentacji Związku Radzieckiego podczas igrzysk 1972 odbywających się w Meksyku. Zagrał w dwóch meczach fazy grupowej. Siatkarze z ZSRR zwyciężyli w turnieju olimpijskim. Podczas odbywającego się w NRD pucharu świata 1969 zespół ZSRR z Litwinem w składzie zdobył brązowe medale. W reprezentacji występował w latach 1968-1969.
Grał w klubach Dinamo Wilno, Burewestnik Charków (1966–1973) i Łokomotyw Charków (1973–1974).